# 打水灣
打水灣是香港一個已經消失的海灣，原來位於大嶼山陰澳，其東面為大陰頂，南面為昂船凹。2000年，為了興建香港迪士尼樂園，打水灣被填海以興建通往迪士尼站的轉車站──欣澳站。2005年，在华特迪士尼公司要求下，香港政府將打水灣填海區改名為欣澳，而地鐵有限公司亦把轉車站的站名由陰澳站改為欣澳站。